# Mount Curtiss
Mount Curtiss är ett berg i Antarktis. Det ligger i Östantarktis. Nya Zeeland gör anspråk på området. Toppen på Mount Curtiss är 1 300 meter över havet, eller 83 meter över den omgivande terrängen. Bredden vid basen är 1,7 km. Mount Curtiss ingår i Gonville and Caius Range.
Terrängen runt Mount Curtiss är kuperad åt sydost, men åt nordväst är den bergig. Trakten är obefolkad. Det finns inga samhällen i närheten. 